# Każdy sposób jest dobry
Każdy sposób jest dobry (ang. Every Which Way But Loose) – amerykański film z 1978 roku wyreżyserowany przez Jamesa Fargo. Była to pierwsza komedia w dorobku Clinta Eastwooda.

## Opis fabuły
Phil Beddoe (Eastwood) to pięściarz zarabiający na życie dzięki pojedynkowaniu się. Razem z dwójką przyjaciół, by zarobić na utrzymanie, podróżuje przez Stany Zjednoczone. Jego kompanami są jego promotor Orville (Lewis) i orangutan o imieniu Clyde.

## Obsada
- Clint Eastwood – Philo Beddoe
- Sondra Locke – Lynn Halsey-Taylor
- Geoffrey Lewis – Orville Boggs
- Beverly D’Angelo – Echo
- Ruth Gordon - Mama Boggs